# Ansiedade diante de estranhos
A ansiedade diante de estranhos é uma forma de distresse que os bebés experimentam quando expostas a estranhos. Ansiedade diante de desconhecidos e medo de estranhos são dois termos intercambiáveis. A ansiedade perto de estranhos é uma parte típica da sequência do desenvolvimento que a maioria dos bebés vivencia. Isso pode acontecer mesmo que o bebé esteja com um cuidador ou outra pessoa de confiança. O pico ocorre entre os seis a doze meses, mas pode ainda ser evidente até aos 24 meses. À medida que o bebé cresce, a ansiedade perto de estranhos pode tornar-se um problema quando começam a socializar. As crianças podem hesitar em brincar com crianças desconhecidas.As crianças adoptivas são especialmente as mais vulneráveis, especialmente se foram vítimas de negligência ou maus-tratos no início da vida.
A ansiedade que os bebés experimentam ao conhecer um estranho baseia-se no sentimento de medo que desenvolvem quando é introduzido um fator desconhecido na sua vida que causa o sentimento de medo. Eles não nascem com a consciência de que encontrar um estranho pela primeira vez os deixará com medo. A criança descobre essa sensação ao se deparar pela primeira vez com o estímulo, neste caso um estranho. Experimentar o medo faz com que as crianças pequenas sintam que estão numa posição potencialmente ameaçadora e, portanto, recorram ao seu cuidador em busca de proteção contra um estranho. Esta reação permite que as crianças desenvolvam instintos que as orientem quando se sentem ameaçadas e procurem a proteção de uma pessoa familiar e de confiança para garantir a sua segurança e sobrevivência. Os estímulos que causam ansiedade numa criança diante de um estranho são influenciados pela idade, sexo e distância do indivíduo em relação à criança. Quando uma criança está na companhia de uma criança desconhecida, ela sente menos medo do que se estivesse com um adulto desconhecido. Isto se deve à altura do indivíduo. Quanto mais alta a pessoa, mais assustador parece. Além disso, as crianças têm mais medo de um estranho quando estão perto delas, enquanto o cuidador está mais longe ou completamente fora de vista. O gênero do estranho contribui para o nível de ansiedade que uma criança sente. Quando na presença de um homem, a criança sente-se mais ansiosa do que na presença de uma mulher.
A ansiedade que um bebé sente ao enfrentar um estranho baseia-se em vários medos que surgem. Alguns deles baseiam-se nas ações que o estranho pode realizar inesperadamente. Por exemplo, a criança teme que possa ser afastada do cuidador ou magoada. O medo do desconhecido causa ansiedade. Embora a ansiedade possa desaparecer em poucos minutos, também pode durar muito tempo. Quando os bebés atingem a idade de dois anos, os seus sentimentos de ansiedade na presença de estranhos quase desaparecem. No entanto, algumas crianças ainda podem sentir apreensão até aos quatro anos de idade. As crianças pequenas têm menos probabilidade de sentir ansiedade na presença de um estranho se uma figura de confiança, como os seus cuidadores, se envolverem em interações positivas com essa pessoa. Por exemplo, utilizam um tom de voz calmo, sorriem e abraçam o estranho. Isto permite que a criança sinta alguma segurança ao perceber que o seu cuidador não demonstra qualquer sinal de medo perante este indivíduo.